# 不思議の国の美幸ちゃん
『不思議の国の美幸ちゃん』（ふしぎのくにのみゆきちゃん）は、CLAMPによる漫画・イラスト作品、及びそれを原作としたOVA作品。「NewType」（角川書店）にて1993年から1995年まで連載されていた。
元ネタは不思議の国のアリス。不思議の国に迷いこんだ女子高生「美幸ちゃん」が、不可思議な女性キャラクターたちに翻弄されるストーリーであり、ほぼ全編に渡り美幸ちゃん本人の意志を無視してのいわゆる百合展開となる。イラストの着色画材は株式会社Tooより発売されているコピックが用いられ、肌の質感などが非常に瑞々しいタッチで描かれている。ツバサ-RESERVoir CHRoNiCLE-にも、さりげなくリンクしている。

## サブタイトル
- 不思議の国の美幸ちゃん
- 鏡の国の美幸ちゃん
- テレビの中の美幸ちゃん
- バイトの国の美幸ちゃん
- 麻雀の国の美幸ちゃん
- ゲームの国の美幸ちゃん
- Xの国の美幸ちゃん
- 不思議の国の美幸ちゃん OVA版設定資料集

## 単行本
- NewType100%コミックス・エクストラ版 1995年8月 ISBN 978-4048525862 A4判
- 角川コミックス・エース版 2001年4月 ISBN 978-4047134171 B6判

## OVA
1995年6月21日に発売。『鏡の国の美幸ちゃん』との二話構成。
声の出演
- 美幸：國府田マリ子

〜不思議の国の美幸ちゃん〜
- 女王様：井上喜久子
- 秋麗：冬馬由美
- 冬麗：緒方恵美
- 扉の女の子：椎名へきる
- 帽子屋：篠原恵美
- チェシャ猫：折笠愛
- バニー：永島由子

〜鏡の国の美幸ちゃん〜
- ハンプティ・ダンプティ：勝生真沙子
- すみれ：松本梨香
- ゆり：丹下桜
- 長沢美樹
- 深水由美
- 小野寺麻理子

### スタッフ
- プロデューサー：増島由美子、池口和彦
- 制作プロデューサー：丸山正雄
- キャラクター原案：CLAMP
- 脚本：大川七瀬（CLAMP）
- キャラクターデザイン・作画監督：青木哲朗
- 絵コンテ：福富博（不思議の国の美幸ちゃん）、浜津守（鏡の国の美幸ちゃん）
- 演出：佐山聖子（不思議の国の美幸ちゃん）、浜津守（鏡の国の美幸ちゃん）
- 作画監督：古賀誠（不思議の国の美幸ちゃん）
- 美術監督：青木勝志
- 撮影監督：諫川弘
- 音響監督：本田保則
- 音楽：本多俊之
- 制作：アニメイトフィルム
- 制作協力：マッドハウス
- 製作：ソニー・ミュージックエンタテインメント、角川書店、ムービック

エンディング･テーマ　「いやよ！」
- 歌・作曲：miyuki
- 歌詞：雄鹿美子
- 編曲：小林信吾

### イメージ・アルバム
不思議の国の美幸ちゃん イメージ・アルバム
OVA音楽とオリジナルドラマ「バイトの国の美幸ちゃん」を収録。
1995年4月1日、ASIN B00005G6RZ、ソニー・ミュージックエンタテインメント